# 永恆邊界之城
《永恒边界之城》是科幻电视剧集《星际旅行：原初系列》第一季的倒数第二集。这一集于1967年4月6日首播， 于1967年8月31日重播，此次重播也是全国广播公司（NBC）最后一次在星期四晚上播出原初系列的剧集。这集按拍摄顺序是第28集，也是按播出顺序的第28集。永恒边界之城是《星际旅行：原初系列》剧集中获赞誉最多的一集，曾获1968年的雨果奖的最佳戏剧表现奖， 原初系列中只有分为上下集的《兽笼》也曾获此殊荣。这集的编剧是哈伦·埃利森, 但拍摄前剧本也经过了几个不同作者的重写。这集的导演是约瑟夫·佩夫尼。琼·科林斯客串了伊迪丝·基勒（Edith Keeler）一角色.
此集中，进取号的船员发现了一个时空之门，伦纳德·麦科伊穿过时空之门意外改变了历史。

## 剧情
本集故事发生的星历时间不明。星际联邦的星舰进取号调查附近一颗行星的时间扰动时受到冲击，舰桥的爆炸使得苏鲁光负伤。医学官伦纳德·麦科伊本要给苏鲁光注射一支强心剂（cordrazine），却因飞船的震动，不慎注射给了自己。 过量注射的这支强心剂使麦科伊产生了妄想症状：他从舰桥逃出，传送到了这颗行星上。
柯克舰长带一只登陆队传送到行星上，找到了时间扰动的源头：一个环状发光的古代遗迹。意外地，登陆队队员的随意提问得到了这个自称“永恒之守护者”的回答，他解释说，他是通向任意时空的时空之门。麦科伊这时出现并从时空之门逃走。随后登陆队和进取号失去了联系，“永恒之守护者”解释这是因为历史已经被麦科伊改变，进取号已不复存在。为了修补被改变的时间线，柯克和斯波克只有追赶麦科伊来弥补被破坏的历史。柯克对登陆队的其他队员下命令，如果自己不能回来，就要尝试从时空之门中寻找合适的过去的时空，开始新的生活。
穿过时空之门，柯克和斯波克来到了20世纪30年代大萧条时期的纽约。他们偷了些衣服以混入市民中，并遇到了一位名为伊迪丝·基勒（琼·科林斯饰）的女士。伊迪丝管理着第21街布道所，柯克和斯波克请求在这里工作以换取住宿。而斯波克则制造了一个处理器来显示三录仪记录到的麦科伊对历史的影响。
柯克了解到伊迪丝的杰出才能，并因此爱上了她。然而，麦科伊随后到达纽约，在柯克不知情的情况下，伊迪丝救助了发病的麦科伊。终于，斯波克完成了处理器。从他用三录仪记录的“永恒之守护者”给出的历史线的影像中，柯克发现伊迪丝本应在真实历史中死于交通事故，但这次事故却因麦科伊的到来而未能发生。活下来的伊迪丝发起了和平主义运动，其后果是延误了美国参加二战，从而纳粹德国赢得了时间制造出了原子弹并取得战争的胜利。柯克意识到只有伊迪丝的死亡才能修补时间线。但此时，伊迪丝为麦科伊治疗，并听麦科伊讲了他自己的故事。虽然伊迪丝并不相信，她仍然告诉麦科伊，他会喜欢她古怪的新男朋友。
最后，当柯克和伊迪丝去电影院时，伊迪丝提到了麦科伊，柯克意识到了危险，并告诫伊迪丝留在原地，自己去找斯波克。在布道所门口三个人相遇。伊迪丝穿过马路去找他们，却被高速驶过的卡车撞倒。本能地想去救她的麦科伊被柯克阻止了。麦科伊告诉柯克，他本可以救下她。“你知道你刚做了什么？”他说。斯波克静静地答道：“他知道，医生，他知道。”
伊迪丝的死修复了历史，他们回到“永恒之守护者”所在的星球，“永恒之守护者”表示“许许多多像这样的旅行是可行的。”他们也重新联系到了进取号，受到心灵创伤的柯克命令道：“让我们离开这个鬼地方吧。”

## 40周年重制版
2006年的40周年重制版本于2006年10月7日播出，这集除了电脑成像和音效的重新制作外，独特的改动还包括：
- “永恒之守护者”所在的行星的画面质量得到了更逼真的提升。
- 重制了斯波克的三录仪上显示的影像。斯波克修补的电路短路时显示出彩色的效果，而不是黑白竖条。
- 一个偷牛奶的无家可归男子用麦科伊的相位枪蒸发了自己的一幕被删除。
- 结尾船员被传送回进取号后滚动工作人员字幕时，“永恒之守护者”的雾气效果会持续浮动，而不是定格画面。

## 制作

### 最初的剧本处理
本集编剧哈伦·埃利森在他1996年的书《永恒边界之城》中提供了这集剧本的两个版本。
在1966年3月21日的版本中，进取号船员，理查德·贝克维斯中尉贩卖非法的“声之珠宝“，因杀死了意欲告发的LeBeque中尉，被判处死刑，由进取号负责执行。柯克和斯波克带贝克维斯到一个死寂的星球上，却发现这里似乎有生命存在。他们发现了“永恒之守护者”，偷听到“永恒之守护者”关于时间旅行的解释后，贝克维斯从时空之门逃走，历史被改变了。进取号变成了“秃鹰号”海盗船，柯克和斯波克被迫返回过去修补历史。“永恒之守护者”告知他们，贝克维斯阻止了一个叫伊迪丝的女子的死亡而改变了历史，他们要阻止这一改变的发生。柯克和斯波克在1930年的芝加哥遇到伊迪丝，在她必须死去的时刻，贝克维斯却也尝试救起伊迪丝，深深爱上伊迪丝的柯克无法选择，最终斯波克阻止了贝克维斯，让伊迪丝死去。时间线被修复，贝克维斯尝试再次从时空之门逃走，却落入了“永恒之守护者”的陷阱：他被传送到一颗正在爆炸的超新星上，即将死去时又被拉回，被迫永恒回复地重复即将死去的人生。结尾一幕是斯波克安慰柯克，告诉他“没有其他哪个女人曾给宇宙这样多的爱”。
1966年5月13日的版本则以柯克舰长向一名船员解释他如何犯错开始。贝克维斯一开始就逃到星球表面了。柯克他们回到历史上的地点改为了纽约。伊迪丝出场时穿蓝色风衣，暗合“永恒之守护者”给出的关于历史改变的线索。
后来的1966年12月1日的定稿中，医生麦科伊被有毒的动物咬伤而发疯，从而取代了贝克维斯的角色，而“永恒之守护者”也从人形改为一个单纯的迷雾环绕的的，发光圆球状的守卫者形象。

### 争论
1966年初哈伦·埃利森写完剧本。罗伯特·贾斯特曼和赫伯特·F·索洛的书《星际旅行幕后》中提到，剧本提交得很晚。制作组认为埃利森的剧本很棒，但导演约瑟夫·佩夫尼说哈伦·埃利森对戏剧不了解，原始剧本缺少令人激动的戏剧冲突。但制作组也有他们的考试。最初的剧本拍成一小时的电视剧太长，布景昂贵，对话和耗费特效过多。剧本中的元素像船员贩毒，柯克打算牺牲他的船员来和伊迪丝在一起等，也过于复杂。这些缺点都使得制作方认为埃利森的剧本不够有“星际旅行”的味道。  埃利森自己也重写了几稿，但方案仍被认为拍摄起来太昂贵，转而一系列编剧，包括Steven W. Carabatsos， 吉恩·L·库恩, D. C. 丰塔纳以及吉恩·罗登伯里在内，从实质上改写了此稿。埃利森对重写并不感到愉快，认为他用笔名来写作这个剧本相当于失掉了剧本的所有权。
争论的重要原因基于伊迪丝·基勒的角色的微小但重要的改动。在剧本初稿中，伊迪丝·基勒的身份是一位没有写明其主张的社会工作者，但最终稿中，她成为了一个彻底的反战主义者，剧情也暗示了反战运动威胁了人类的未来。（斯波克的台词：“她有正确的主张，但是处在错误的年代。”）副导演罗伯特·贾斯特曼也表示这集暗指了当时的反越战运动。 加进这一以批评反战运动为主旨的戏剧元素与赞同反战观点的埃利森大为冲突，埃利森在他的多本创作中也提及此事。

### 摄制
这一集的摄制开始于1967年2月3日，在2月14日完成，花费7天半摄制，比一般的剧集都要长。单集$250,000的成本也高于平均每集$185,000的水平。

时空之门看起来像个遗迹，纯粹是因为有人误解了埃利森的剧本所描述的外形。

除了一些纽约市的纪录影像（如柯克住所前能看到的那条街和布鲁克林大桥）外，这集中其他外景镜头都是在加利福尼亚州卡尔弗城的德西露工作室（Desilu Studios）的外景地“雷电华四十英亩”（RKO Forty Acres）拍摄的。初代剧集“Miri”和“执政官回归”也曾在此处拍摄。第21街布道所位于外景地的主街上，在The Andy Griffith Show中被当成大剧院。柯克和伊迪丝在街上边漫步边谈论星星的场景的一处商店窗户中可以清晰看到“弗洛伊德的理发店”（Floyd's Barber Shop）的字样。

### 配乐
这集包含弗雷德·斯坦纳的几首原创音乐。最初的VHS和Betamax版的录影带中包含了1931年的流行歌曲晚安，甜心。在全剧集出录影带时，由于版权问题这首歌被替换。. 进入21世纪，初代的DVD初版发行时，这首歌又被错误地收录进来，派拉蒙不得不支付了版税，使之后的DVD和蓝光版本都加入这首歌。

## 反响
永恒边界之城被《娱乐周刊》赞誉为初代最佳剧集。 《电视指南》的“电视史上100个难忘瞬间”榜单中，这集名列68名，并在百集最佳电视剧集中排80位。多媒体和游戏评论网站IGN将其评为“星际旅行十大经典剧集”之首。 来自影音俱樂部的扎克给这集评级为“A”，称其为“相当令人尊敬的经典之作”。
在初代中，这集也是获奖最多的。在1968年的世界科幻大会上，这集荣获雨果奖最佳戏剧表现奖。直到25年后，星际迷航系列中才有《星际迷航：下一代》的《The Inner Light》再获雨果奖。哈伦·埃利森的原作剧本获得了美国编剧工会奖的年度最佳一小时长剧本奖。在第一季DVD随带的纪录片中， 伦纳德·尼莫伊形容这一集是好的悲剧故事，在整个系列中也属于高水平行列。威廉·夏特纳则认为这是他最喜爱的剧集之一。